# Paleta de Gerzé
Paleta de Gerzé, Paleta de Hator ou Paleta da Cabeça de Vaca é uma paleta em do Antigo Egito, esculpida em baixo relevo, datada de Nacada II (3500–3200 a.C.). Foi descoberta na tumba 59 de Gerzé e está abrigada no Museu Egípcio do Cairo. Nela há a cabeça de uma vaca, talvez aludindo a Hator ou Bate.